# Divize C 1994/1995
V soubojích 30. ročníku České divize C 1994/95 se utkalo 16 týmů dvoukolovým systémem podzim - jaro. Tento ročník začal v srpnu 1994 a skončil v červnu 1995.

## Nové týmy v sezoně 1994/95
Z ČFL 1993/94 nesestoupilo do Divize C žádné mužstvo. Z krajských přeborů postoupila vítězná mužstva ročníku 1993/94: AFK Kolín z Středočeského přeboru a TJ Transporta Chrudim z Východočeského přeboru, přejmenovaná na AFK Chrudim. Dále se zde objevilo nově mužstvo AFK Atlantic Lázně Bohdaneč, které nahradilo původně postupující Lomnici nad Popelkou.

## Kluby podle přeborů
- Východočeský (8): AFK Chrudim, TJ Náchod, SK Hradec Králové „B“, FK Trutnov, FC Pard Pardubice, TJ Milíčeves, FK Agria Choceň, AFK Atlantic Lázně Bohdaneč.
- Severočeský (1): FC Slovan Liberec „B“.
- Středočeský (3): SK Sparta Kutná Hora, FK Sparta Kolín, AFK Kolín
- Pražský (3): SSK Motorlet Praha, FK Admira/Slavoj, TJ Kompresory Prosek
- Jihočeský (1): FK Pelhřimov.

## Výsledná tabulka
Zdroj: 
| Poř. | Tým                         | Z  | V  | R  | P  | VG | OG | B  |
| ---- | --------------------------- | -- | -- | -- | -- | -- | -- | -- |
| 1.   | AFK Atlantic Lázně Bohdaneč | 30 | 25 | 4  | 1  | 68 | 19 | 77 |
| 2.   | AFK Chrudim                 | 30 | 15 | 7  | 8  | 51 | 29 | 52 |
| 3.   | SK Hradec Králové „B“       | 30 | 15 | 6  | 9  | 45 | 26 | 51 |
| 4.   | FK Trutnov                  | 30 | 14 | 7  | 9  | 41 | 30 | 49 |
| 5.   | FC Slovan Liberec „B“       | 30 | 13 | 9  | 8  | 53 | 34 | 48 |
| 6.   | SK Sparta Kutná Hora        | 30 | 14 | 1  | 15 | 45 | 48 | 43 |
| 7.   | FK Sparta Kolín             | 30 | 10 | 12 | 8  | 31 | 38 | 42 |
| 8.   | FK Admira/Slavoj            | 30 | 13 | 2  | 15 | 42 | 47 | 41 |
| 9.   | FC Patenidis Motorlet Praha | 30 | 11 | 7  | 12 | 37 | 44 | 40 |
| 10.  | AFK Kolín                   | 30 | 11 | 5  | 14 | 29 | 45 | 38 |
| 11.  | TJ Milíčeves                | 30 | 10 | 6  | 14 | 37 | 56 | 36 |
| 12.  | FC Pard Pardubice           | 30 | 9  | 8  | 13 | 33 | 40 | 35 |
| 13.  | FK Agria Choceň             | 30 | 9  | 7  | 14 | 43 | 48 | 34 |
| 14.  | TJ Náchod                   | 30 | 8  | 9  | 13 | 35 | 46 | 33 |
| 15.  | FK Pelhřimov                | 30 | 9  | 5  | 16 | 36 | 44 | 32 |
| 16.  | TJ Kompresory Prosek        | 30 | 5  | 4  | 21 | 24 | 56 | 19 |

TJ Milíčeves nepodala přihlášku do dalšího ročníku a sestoupila tak do krajského přeboru.
Poznámky:
- Z = Odehrané zápasy; V = Vítězství; R = Remízy; P = Prohry; VG = Vstřelené góly; OG = Obdržené góly; B = Body
- O pořadí klubů se stejným počtem bodů rozhodly vzájemné zápasy.

|  | Postup do ČFL 1995/96                           |
|  | Sestup do příslušného krajského přeboru 1994/96 |